# واختانگ جوبادزه
واختانگ جوبادزه (به گرجی: ვახტანგ ჯობაძე) (۸ مارس ۱۹۱۷ - ۱۰ فوریه ۲۰۰۷) یک دانشمند گرجی تاریخ هنر و استاد دانشگاه ایالتی کالیفرنیا در لس آنجلس بود. در دوران اتحاد جماهیر شوروی وی به آمریکا مهاجرت کرده بود و تنها پژوهشگر گرجی بود که توانست به ترکیه برود و کلیساهای گرجی مربوط به قرون وسطی را مورد مطالعه قرار دهد. در سال ۱۹۸۱ وی خرابه های یک کلیسای گرجی را در قبرس کشف کرد.